# 丘巴 (新墨西哥州)
丘巴（英語：Cuba）是位於美國新墨西哥州桑多瓦爾縣的村。

## 人口
根據2020年美國人口普查的數據，丘巴的面積為8.45平方千米，皆為陸地。當地共有人口628人，而人口密度為每平方千米74人。